# ماهیچه‌های چرخاننده
ماهیچه‌های چرخاننده (انگلیسی: Rotatores muscles) ماهیچه‌هایی هستند که مهره‌های ستون مهره‌ها را به هم پیوند می‌دهند.
ماهیچه‌های چرخاننده از دستجات ماهیچه‌ای تشکیل شده‌اند که به طور مورب به بالا و داخل از زوائد عرضی به زوائد خاری بالاتر طی مسیر می‌کنند.
ماهیچه‌های چرخاننده در زیر ماهیچه چندپاره قرار گرفته و در تمامی ناحیه نخاعی حضور دارند اما حضور برجسته‌تر آن‌ها در ناحیه سینه‌ای است. تعداد ماهیچه‌های چرخاننده در هر طرف یازده عدد است.